# Sulisartut Partiiat
Sulissartut Partîat (dansk: Arbejderpartiet; ny grønlandsk retskrivning: Sulisartut Partiiat) var et socialistisk arbejderparti i Grønland, der blev grundlagt i foråret 1979 af en kreds omkring fagforeningslederen Odaq Olsen som den politiske fløj af det største grønlandske fagforbund SIK. SIK havde tidligere støttet Siumut, men det formelle samarbejde mellem dem blev afbrudt i efteråret 1978. De havde dog forsat nære relationer, og Sulissartut var allieret med Siumut i alle politiske hovedspørgsmål.; endvidere støttede partiet Siumut ved valget til Europa-Parlamentet i 1979.
Ved valget i 1979 kom Sulissartut ikke i Landstinget.. Partiet stillede derefter op til folketingsvalget i 1979, men fik kun 1 618 stemmer og intet mandat.
Ved valgene til kommunerådene samme år fik Sulissartut 550 stemmer; 156 i Nuuk, 114 i Ilulissat, 81 i Maniitsoq, 76 i Aasiaat, 60 i Qaqortoq, 33 i Narsaq, 23 i Qasigiannguit og 7 i Uummannaq.
Op til landstingsvalget i 1983 valget blev Sulissartut optaget i Inuit Ataqatigiit.

## Valgresultater

### Landstinget
| År   | Stemmer | %        | Mandater | +/- |
| ---- | ------- | -------- | -------- | --- |
| 1979 | 1.041   | 5.6 (#3) | 0 / 31   | N/A |

Kilder: Election Passport, Parties & Elections Arkiveret 22. juli 2013 hos  Wayback Machine

### Folketinget
| År   | Stemmer | %         | Mandater | +/- |
| ---- | ------- | --------- | -------- | --- |
| 1979 | 1.572   | 11.0 (#3) | 0 / 2    | N/A |

Kilde: Dieter Nohlen & Philip Stöver (2010) Elections in Europe: A data handbook, s. 524 ISBN 978-3-8329-5609-7